# The Human Fear
The Human Fear es el sexto álbum de estudio de la banda escocesa Franz Ferdinand, que fue lanzado el 10 de enero de 2025 a través de Domino Records. Fue producido por Mark Ralph, es el primer álbum de estudio completo de la banda que cuenta con la participación del guitarrista Dino Bardot, quien se unió a la banda después de la grabación de Always Ascending (2018), y la baterista Audrey Tait, quien reemplazó al miembro original Paul Thomson en 2021.
El álbum fue precedido por los sencillos "Audacious", "Night or Day" y Hooked", el álbum alcanzó el número tres en la lista de álbumes del Reino Unido y el número uno en la lista de álbumes escoceses.

## Producción y grabación
The Human Fear fue grabado en los estudios AYR en Escocia y producido por Mark Ralph, quien anteriormente trabajó como mezclador e ingeniero de grabación en el cuarto álbum de estudio de la banda, Right Thoughts, Right Words, Right Action (2013). El título del álbum hace referencia al concepto lírico principal del álbum, el miedo y la "búsqueda de la emoción de ser humano a través de los miedos", como lo describe el líder de la banda, Alex Kapranos. Kapranos afirma además que el álbum toca ciertos tipos de miedos específicos, incluido "el miedo al aislamiento social, el miedo a dejar una institución [y] el miedo a dejar o permanecer en una relación".

## Lanzamiento y promoción
El 9 de septiembre de 2024, la banda anunció que lanzaría una nueva canción, titulada "Audacious", el 11 de septiembre. Al día siguiente, los fanáticos descubrieron en la tienda un anuncio de The Human Fear, un nuevo álbum de estudio de la banda. Junto con el lanzamiento de "Audacious", la banda confirmó que The Human Fear sería su sexto álbum de estudio, que se lanzaría el 10 de enero de 2025 a través de Domino.

## Lista de canciones
Todas las canciones escritas y compuestas por Alex Kapranos, excepto donde se indique. 
| N.º | Título                  | Duración |  |
| 1.  | «Audacious»             | 3:23     |  |
| 2.  | «Everydaydreamer»       | 3:12     |  |
| 3.  | «The Doctor»            | 2:20     |  |
| 4.  | «Hooked»                | 2:41     |  |
| 5.  | «Build It Up»           | 3:03     |  |
| 6.  | «Night or Day»          | 3:21     |  |
| 7.  | «Tell Me I Should Stay» | 4:45     |  |
| 8.  | «Cats»                  | 3:17     |  |
| 9.  | «Black Eyelashes»       | 2:52     |  |
| 10. | «Bar Lonely»            | 3:05     |  |
| 11. | «The Birds»             | 3:16     |  |